# Базір Арслан-хан
Базір Арслан-хан (д/н—920) — ябгу-каган Караханідської держави в 893—920 роках.

## Життєпис
Син Більге Кюль Кадир-хана. Після смерті останнього близько 893 року успадкував владу над карлуками, розділивши її з братом Огулчаком. Прийняв титул арслан-хана.
Продовжив боротьбу проти Саманідів, здійснюючи набіги до озера Ісик-куль та Амудар'ї. 904 року зазнав важкої поразки від еміра Ісмаїла Самані. Про подальшу діяльність Базір Арслан-хана відомо замало. Ймовірно скористався загибеллю еміра Ахмада Самані 914 року, захопивши місто Баласагун, куди переніс свою ставку.
Помер 920 року. Владу повністю перебрав Огулчак Арслан-хан.

## Родина
- Сатук Богра-хан, каган в 940—955 роках